# Tranvia Firenze-Fiesole
La tranvia Firenze-Fiesole è stata la prima tranvia elettrica d'Italia, dopo essere nata a trazione animale e successivamente percorsa da convogli a vapore.
Aperta all'esercizio nel 1884 venne definitivamente soppressa nel 1938 e sostituita da una filovia.

## Storia

### La tranvia ippotrainata
Fino agli anni '70 del XIX secolo Firenze e Fiesole erano unite da un servizio di trasporto pubblico realizzato mediante delle diligenze. Il 12 giugno 1881 il signor Enrico Cappello di Genova presentò una richiesta per poter installare una linea tranviaria a trazione animale che unisse le due città. Dopo aver ottenuto la concessione, il Cappello la cedette quasi subito al signor Luigi Archieri che già gestiva il servizio di diligenze per Fiesole. Il cambio di concessionario venne approvato dal comune di Firenze il 23 novembre 1883, dalla prefettura il 15 marzo 1884 e infine anche il Ministero dei lavori pubblici dette il suo benestare il 26 agosto 1885.
Il servizio iniziò il 4 febbraio 1884 su una tratta iniziale di 3390 metri. La trazione era affidata ai cavalli, ma a causa del notevole dislivello della linea i cavalli risultarono decimati per lo sforzo. Il gestore chiese subito di poter trasformare la linea a trazione meccanica; tale richiesta viene accolta in via provvisoria il 16 aprile 1885 per poi diventare ufficiale il 7 dicembre del medesimo anno. Il 4 gennaio 1886 il gestore si vide costretto a sospendere il servizio perché era rimasto senza cavalli; il comune di Firenze minacciò il gestore di far decadere il contratto se non ripartiva il servizio poi, resosi conto che una tranvia ippotrainata su quella linea era impossibile, accettò di attendere l'inizio del servizio a vapore. La trasformazione della linea richiedeva ingenti capitali e l'Archieri chiese un prestito alla Cassa di Sovvenzione per Imprese di Genova. Il mutuo fu firmato il 16 gennaio 1886 e riconfermato il 14 gennaio 1887; per concedere il prestito fu imposta una specie di vendita della concessione all'esercizio della linea alla stessa Cassa di Sovvenzione la quale in cambio rilasciò allo stesso Archieri la licenza di esercizio.

### La tranvia a vapore

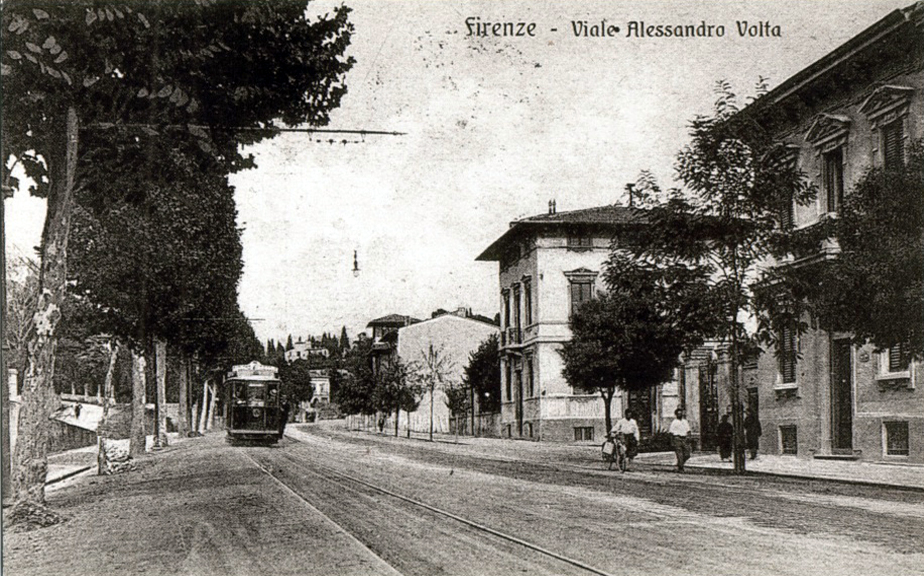
Vettura al passaggio di viale Volta

Il servizio con trazione a vapore fu inaugurato il 19 maggio 1886; il tratto a vapore andava dalla barriera delle Cure al Convento di San Domenico. L'inizio del servizio fu annunciato anche da un articolo sul giornale La Nazione. Il 14 ottobre 1887, a causa del mancato pagamento di una rata del mutuo, il Tribunale di commercio di Genova dichiarò l'Archieri decaduto da ogni diritto sulla tranvia; con questa sentenza la tranvia, comprensiva della linea e dei materiali, passò alla Cassa di Sovvenzione per Imprese per un costo stimato in un settimo del suo valore. La stessa cassa il 17 novembre 1887 rivendette tutto ad Emanuele Orazio Fenzi, banchiere fiorentino e promotore della tranvia del Chianti. Il 23 marzo 1889 lo stesso Fenzi fonda la Società Italiana per la Tramvia del Chianti e dei Colli Fiorentini, nuova azienda concessionaria del servizio.
La nuova linea a vapore fu un mezzo fallimento perché per effettuare il tragitto da Firenze a Fiesole era necessario usare le carrozze a cavalli sia nel tratto piazza del Duomo-Le Cure sia nel tratto finale da San Domenico a Fiesole. Oltre a ciò i viaggiatori accusarono la società esercente di praticare tariffe troppo costose: per le corse giornaliere il biglietto era di 16 centesimi mentre per quelle notturne saliva a 25 centesimi comprensivi del trasbordo a San Domenico. Il gestore decise di abbassare i prezzi, ma a quel punto uscirono allo scoperto i nemici del tram: il primo nemico fu lo stesso comune di Firenze che vietò di abbassare i prezzi con conseguente polemica sui giornali cittadini. Lo stesso comune già in precedenza, il 26 agosto 1886, aveva imposto l'obbligo del trasporto gratuito della posta, dei pacchi e dell'agente della scorta. Altri oppositori si erano palesati già durante la posa delle rotaie quando al comune fiorentino erano giunte numerose lamentele da parte dei residenti nelle ville di via Nuova di San Domenico per i disagi causati dai lavori; gli stessi residenti in seguito denunciarono la violenza alla quale erano sottoposti da parte del fischio della vaporiera e chiesero che fosse sostituita da una trombetta. Anche il comune di Fiesole volle dare il suo contributo: quando marciavano in città le locomotive dovevano bruciare esclusivamente coke mentre quando transitavano fuori dalla città potevano usare anche altro carbone ma mai la lignite; ma non bastò: si obbligò la società esercente ad usare locomotive il cui motore a vapore doveva bruciare il suo stesso fumo (a causa della breve distanza dei due centri abitati la prima richiesta era impossibile da soddisfare, la seconda era impossibile per motivi tecnici).
Per migliorare il servizio gli esercenti chiesero più volte di poter spostare il capolinea dalla barriera delle Cure alla più centrale piazza San Marco. Pur di ottenere questo gli esercenti si dichiararono disposti a effettuare il tratto San Marco-San Domenico su una linea a cavallo ma il comune non accettò mai anche perché da piazza San Marco a piazza Cavour (oggi piazza della Libertà) era già in funzione un servizio di omnibus.

### La tranvia elettrica

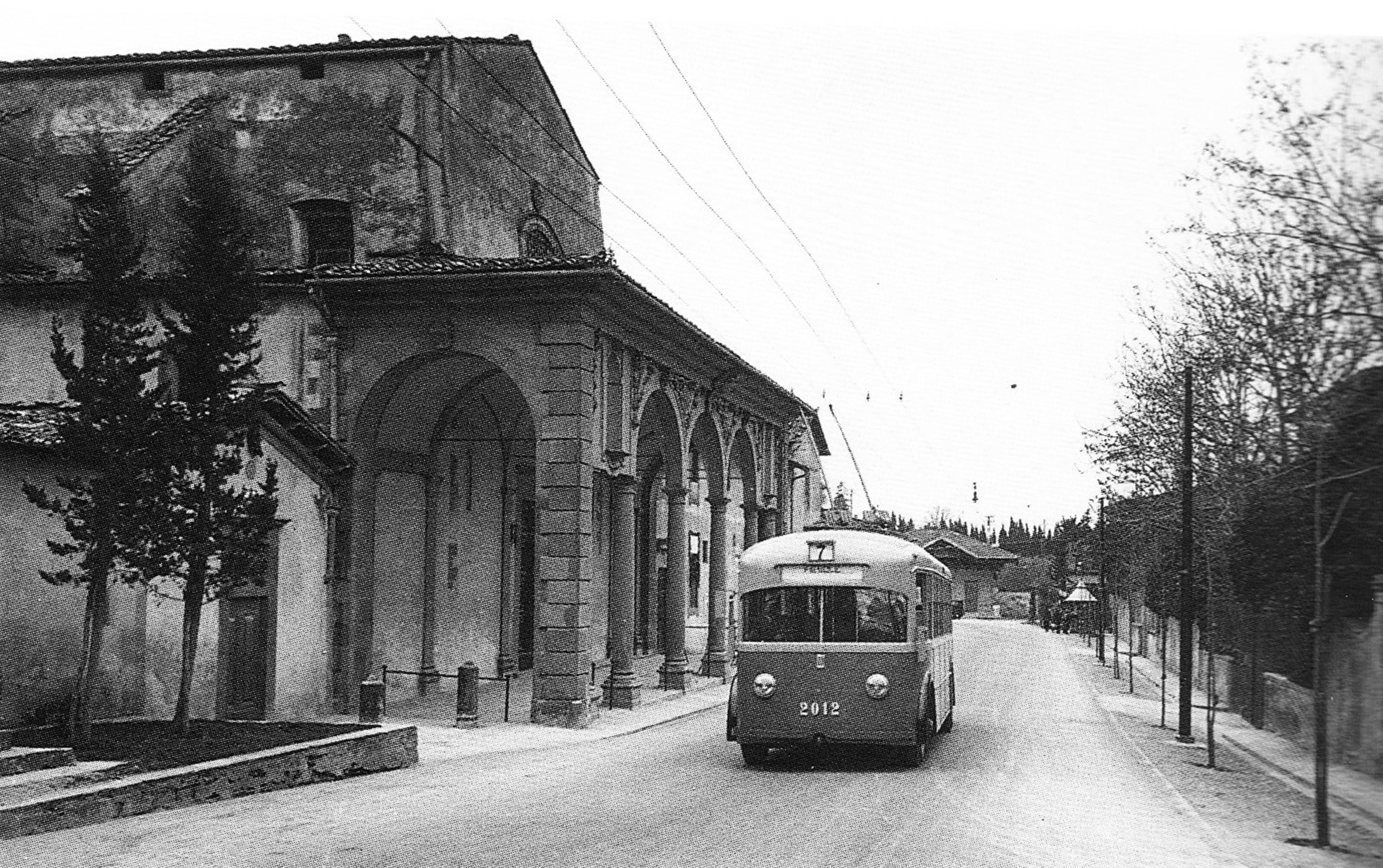
1938. Filobus al passaggio a San Domenico

Il servizio a vapore durò per quattro anni fino al 18 settembre 1890. Nel frattempo per cercare di rilanciare la linea i dirigenti della società dei tram vagliarono varie ipotesi fino ad arrivare a scegliere di realizzare una tranvia elettrica con sistema Sprague. Fu scelto questo sistema perché sembrò il migliore per superare le pendenze tra le due città. Il progetto di elettrificazione fu approvato e la società esercente iniziò subito i lavori di trasformazione della linea che comportarono la sostituzione dei binari e la realizzazione della rete aerea di contatto con tutto il corollario della palificazione e degli ancoraggi alle facciate degli edifici.
Venerdì 19 settembre 1890 iniziò l'esercizio di quella che fu la prima tranvia elettrica d'Italia. Alle 9.50 del mattino sei vetture piene di invitati partirono da piazza San Marco e percorsero la linea.
Il successo fu enorme e per il 24 settembre era previsto che il re Umberto e la regina Margherita, in visita a Firenze, raggiungessero Fiesole usando il nuovo mezzo. Il 23 settembre la vettura partita da Fiesole alle 11.40 del mattino deragliò all'altezza della curva dopo villa San Michele e nell'incidente persero la vita cinque persone e numerose altre rimasero ferite. Il servizio fu immediatamente sospeso e nell'inchiesta che ne seguì le responsabilità fu attribuita a un manovratore inesperto che fu accusato anche di essere ubriaco.

### Dalla tranvia al filobus
Il servizio riprese solo il 28 marzo 1891 e continuò il suo servizio fino al 12 febbraio 1938 quando venne trasformata in linea filoviaria. La linea di Fiesole fu ancora una volta la prima ad utilizzare il nuovo mezzo; aveva il suo capolinea in piazza del Duomo a Firenze e divenne la Linea 7.
Il servizio di filobus continuò fino al 1º luglio 1973 quando la linea di Fiesole fu l'ultima linea filoviaria ad essere soppressa a Firenze e sostituita dall'attuale linea di autobus ATAF che porta ancora il numero 7.

## Dati tecnici
La linea era una tranvia a carattere interurbano a singolo binario.

### Tracciato e impianti fissi

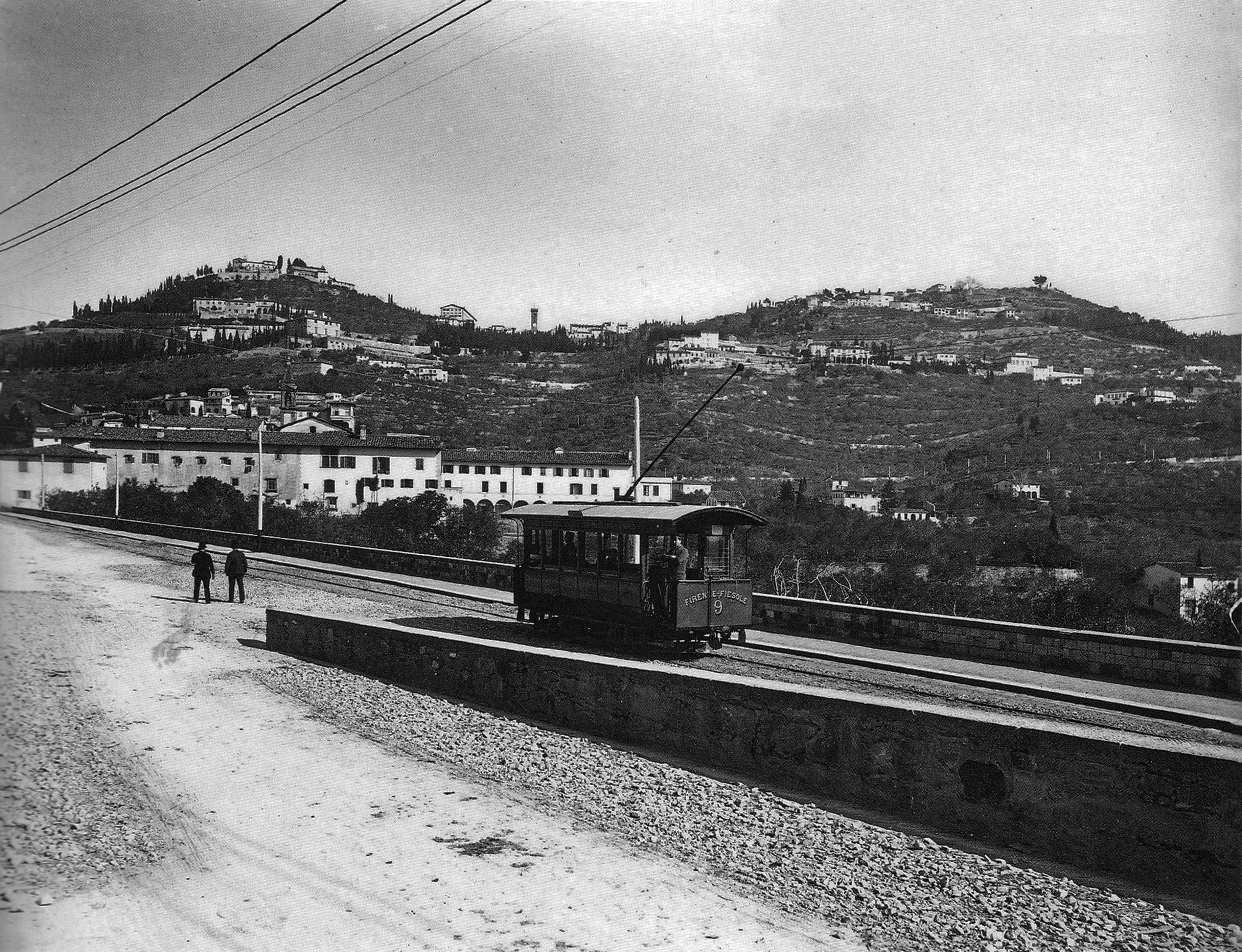
Vettura diretta verso Firenze

Aveva il capolinea nel piazzale esterno della barriera delle Cure in uno spiazzo adiacente piazza delle Cure. Dalla Barriera delle Cure il tram svoltava a destra in via Lungo il Fosso di San Gervasio (oggi viale Volta) dove si trovava anche la palazzina che ospitava la sede della tranvia. Dopo aver percorso questa via il tram entrava in piazza Prevost (oggi piazza Edison) dove si trovava una piccola ma elegante stazione; i binari a quel punto svoltavano a sinistra in via di San Domenico dove all'altezza dell'omonimo borgo veniva effettuato il trasbordo sulle diligenze. La diligenza prima e il tram elettrico poi percorrevano la via Nuova Fiesolana (oggi via Mantellini) per finire a Fiesole in piazza Mino da Fiesole.
Secondo il capitolato il servizio doveva essere svolto con due vetture ma nella pratica se ne usò sempre una sola; le carrozze non dovevano essere del modello a giardiniera e i fumatori erano confinati sui terrazzini posti alle estremità.

### Le locomotive
Per contratto la velocità dei convogli non doveva oltrepassare i 15 km/h e le locomotive scelte dovevano garantire potenza per superare le pendenze.
Luigi Archieri acquistò tre macchine a due assi della potenza di 33 kW e per una velocità massima di 20 km/h prodotte dalla S. L. M. (Schweizerische Lokomotiv Maschinen) di Winterthur che i fiorentini ribattezzarono le slemme dalla sigla del costruttore.
| Numero di servizio | Denominazione | Potenza | Assi | Velocità massima | Anno di Costruzione |
| ------------------ | ------------- | ------- | ---- | ---------------- | ------------------- |
| N.1                | Firenze       | 45 CV   | 2    | 20 km/h          | 1879                |
| N.2                | Fiesole       | 45 CV   | 2    | 20 km/h          | 1879                |
| N.3                | Vittoria      | 45 CV   | 2    | 20 km/h          | 1879                |